# هیروشی تاکانو
هیروشی تاکانو (انگلیسی: Hiroshi Takano؛ زادهٔ ۱۴ دسامبر ۱۹۶۴) خواننده-ترانه‌پرداز، تهیه‌کننده موسیقی، تنظیم، نوازنده چند ساز اهل ژاپن است. وی از سال ۱۹۸۶ میلادی تاکنون مشغول فعالیت بوده‌است.